# Ruta Estatal de Nevada 379
La Ruta Estatal de Nevada 379, y abreviada SR 379 (en inglés: Nevada State Route 379) es una carretera estatal estadounidense ubicada en el estado de Nevada. La carretera inicia en el Sur desde la US 6     en Currant hacia el Norte en la Duckwater. La carretera tiene una longitud de 31,4 km (19.532 mi).

## Mantenimiento
Al igual que las autopistas interestatales, y las rutas federales y el resto de carreteras estatales, la Ruta Estatal de Nevada 379 es administrada y mantenida por el Departamento de Transporte de Nevada por sus siglas en inglés Nevada DOT.